# Bailando en una pata
Bailando en una pata es el tercer álbum de la banda de Hard rock La Renga, el primero en vivo, y el primer y único VHS.
Fue grabado en el concierto dado en el Estadio Obras Sanitarias.
El VHS con las grabaciones del concierto, fue lanzado en octubre de 1995.

## Canciones
La mayoría de las canciones pertenecen al álbum Esquivando charcos, pero las versiones aquí contenidas se distinguen por su mejor calidad sonora, mucho más fiel al verdadero sonido de la banda. 
Hay además un cover de la canción de Steppenwolf, "Born to be wild", compuesta por Mars Bonfire.
La canción que le da el nombre al disco, "Bailando en una pata", nunca fue editada en una versión de estudio.
El VHS trae como extra el video de "El rito de los corazones sangrando".

## Portada
La portada del CD y del casete, se compone por una foto de un comefuegos en plena ejecución de su acto, visto de frente, en un plano medio corto. Posee un par de antorchas dobles, aunque uno de los fuegos no se aprecia.
El logo La ReNGa, tiene una textura de fuego en naranjas y amarillos y se encuentra centrado horizontalmente, en la parte superior. Podría decirse que reemplaza al cuarto fuego que no se observa.
"Bailando en una pata" está escrito en blanco en la parte inferior. Las letras son formadas por símbolos, v. g. la "i" es una flecha que apunta hacia arriba y un punto; la "e" es una Σ (sigma mayúscula); etc.
Las fotos utilizadas son de Pablo Freytes.

## Lista de canciones
- Todos las canciones compuestas por Gustavo F. "Chizzo" Napoli, excepto "Nacido Para Ser Salvaje" de Mars Bonfire.

| N.º | Título                                           | Duración |  |
| 1.  | «Buseca y vino tinto»                            | 3:52     |  |
| 2.  | «Moscas verdes, para el charlatán»               | 5:20     |  |
| 3.  | «Embrolos, fatos y paquetes»                     | 5:13     |  |
| 4.  | «El viento que todo empuja»                      | 6:22     |  |
| 5.  | «El juicio del ganso»                            | 5:35     |  |
| 6.  | «Nacido para ser salvaje»                        | 4:11     |  |
| 7.  | «Intervalo»                                      | 1:26     |  |
| 8.  | «Negra es mi alma, negro es mi corazón»          | 5:02     |  |
| 9.  | «Luciendo mi saquito blusero»                    | 3:46     |  |
| 10. | «Blues de Bolivia» (Con Mosca, Francés y Franco) | 9:00     |  |
| 11. | «Somos los mismos de siempre»                    | 3:22     |  |
| 12. | «Voy a bailar a la nave del olvido»              | 5:09     |  |
| 13. | «Bailando en una pata»                           | 1:52     |  |
| 14. | «Cantito popular»                                | 1:56     |  |

## Músicos
'La Renga'
- Chizzo: Voz y Guitarra
- Tete: Bajo
- Tanque: Batería
- Chiflo: Saxo
- Manu: Saxo

'Invitados'
- Mosca: Percusión (en "Blues De Bolivia")
- Francés: Percusión (en "Blues De Bolivia")
- Franco: Percusión (en "Blues De Bolivia")